# Aorangia agama
Aorangia agama là một loài nhện trong họ Amphinectidae. Loài này phân bố ở New Zealand.